# 米哈洛夫采
米哈洛夫采是斯洛伐克的城鎮，位於該國東部，距離首府科希策約48公里，由科希策州負責管轄，面積52.81平方公里，海拔高度115米，該地區自新石器時代有人類居住，2023年人口35,584。

## 友好城市
- 法國 干邑[3]

## 外部連結
- Michalovce - Official city website （页面存档备份，存于）
- Michalovce - detailed map guide （页面存档备份，存于）
- Michalovce - ShtetLink
- Michalovce - photographs and information (in Polish)